# Федорив, Роман Николаевич
Роман Николаевич Федорив (укр. Рома́н Микола́йович Фе́дорів; 1930—2001) — советский и украинский писатель, журналист, прозаик, редактор журнала.

## Биография
Родился 1 декабря 1930 года в селе Братковцы (ныне Ивано-Франковская область, Украина). В 1967 году окончил факультет журналистики ЛГУ имени И. Я. Франко, работал в местной прессе.
С 1968 года работал редактором литературно-художественного журнала «Жовтень», теперь «Дзвін» («Колокол») во Львове, способствовал вхождению в литературу многих молодых писателей. Проводил заметную общественную деятельность. Избирался народным депутатом СССР.
Положил начало в журнале рубрике о забытых писателях и литераторах украинской диаспоры.
Особенно плодотворным был для писателя Федорива период 1970—1980 годов. Автор ряда книг, написанных на родном языке на историческую и современную темы.
Умер 14 марта 2001 года. Похоронен на Лычаковском кладбище во Львове.

## Сочинения
- Отчий светильник (роман, 1976)
- трилогия «Каменное поле» (1978)
- трилогия «Плуг в борозде»
- Иерусалим на горах (роман, 1993).

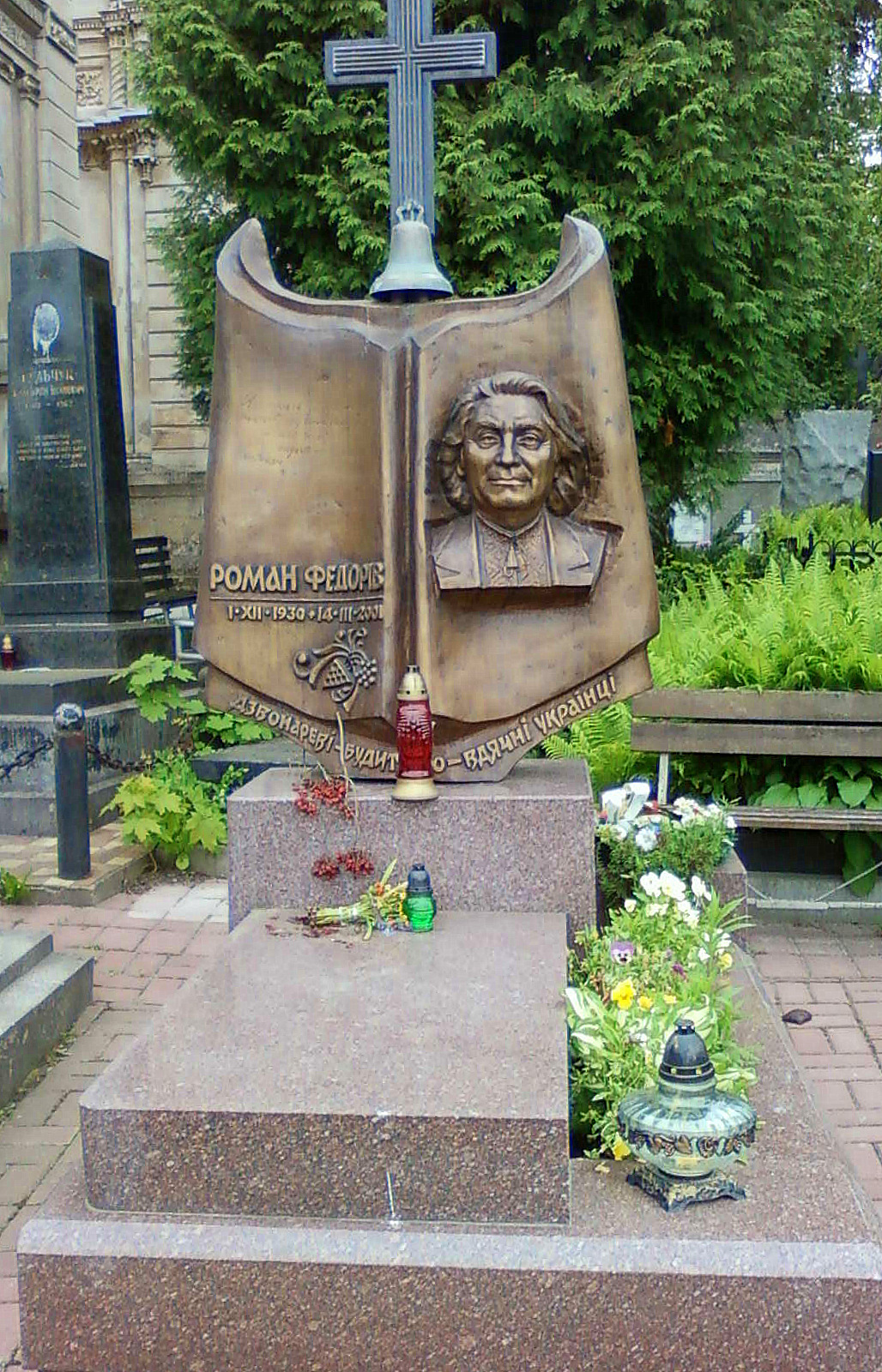
Памятник на могиле писателя Р. Федорива на Лычаковском кладбище (Львов)

- Чёрная свеча от Илены (роман, 1996)
- Трость для прокаженных (роман, 2000)
- Жернова (1983)
- сборник новелл «Октябрьская соната» (1959),
- Колумбы (1962)
- Следы на скалах (1963)
- повесть «Капеллан жёлтого льва» (1962)
- сборник повестей и рассказов Евшан-зелье (1966)
- Цвет папоротника (1969)
- Знак киммерийца (1972)
- Танец Чугайстра (1984)

## Награды и премии
- Орден «Знак Почёта» (1980)
- Государственная премия Украины имени Тараса Шевченко (1995) — за роман «Иерусалим на горах»
- премия Всемирной украинской фонда Антоновичей (1995)